# جون روبنز
جون روبنز (بالإنجليزية: John Robbins)‏ هو سياسي أمريكي، ولد في 1808 في الولايات المتحدة، وتوفي في 27 أبريل 1880 في فيلادلفيا في الولايات المتحدة. حزبياً، نشط في الحزب الديمقراطي. وقد انتخب عضو مجلس النواب الأمريكي.